# Ribeira dos Carinhos
Ribeira dos Carinhos is een plaats (freguesia) in de Portugese gemeente Guarda en telt 136 inwoners (2001).